# Saab 340 AEW&C Erieye
Saab 340 AEW&C Erieye – szwedzki samolot wczesnego ostrzegania i kontroli obszaru powietrznego (AEW&C – Airborn Early Warning and Control) zbudowany na bazie pasażerskiej maszyny Saab 340.

## Historia

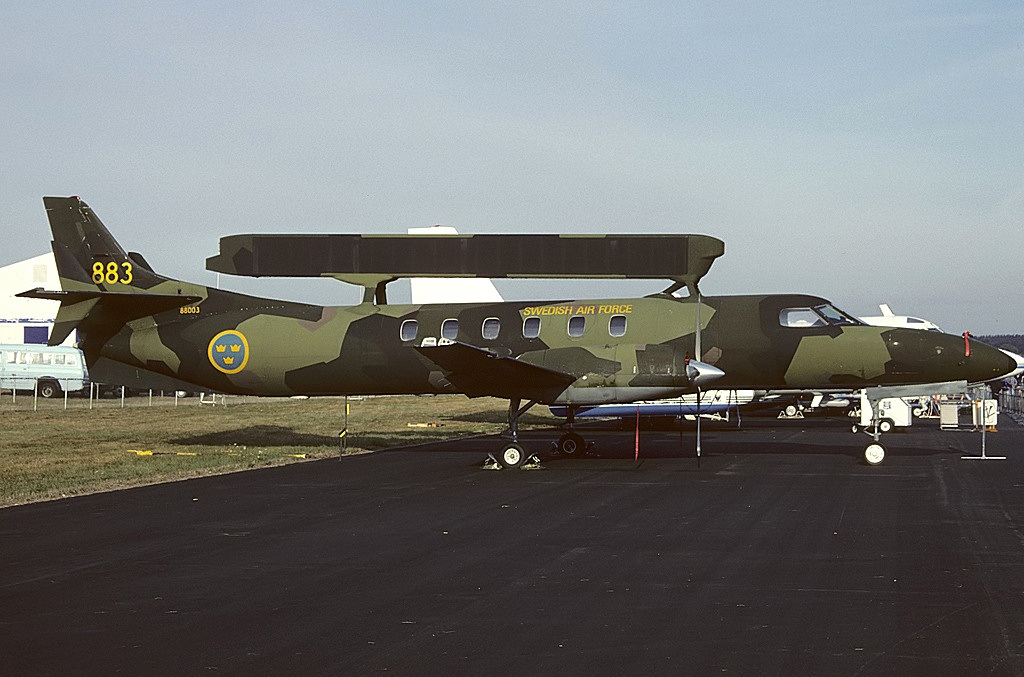
Metro III w wersji demonstratora technologii TP88

Prace nad powietrznym systemem wczesnego ostrzegania rozpoczęto w Szwecji na początku lat 80. XX wieku. Uznano, iż ta forma przenoszenia systemu zdecydowanie lepiej uzupełni luki w istniejącym naziemnym systemie obrony powietrznej kraju niż kolejne radary z rozkładanymi masztami rozmieszczone na lądzie. Program o kryptonimie FSR-890, którego celem było opracowanie i wdrożenie do produkcji działającego lotniczego systemu radarowego, rozpoczęto w 1981 roku. Opracowanie radaru powierzono firmie Ericsson Microwave Systems. Wymagano, aby przy dużych możliwościach wykrywania celów, dysponując dużym zasięgiem, system był jednocześnie na tyle lekki aby można go było zamontować na niewielkiej maszynie. Z jednej strony redukowało to koszty całego systemu, a z drugiej pozwalało na wykorzystanie przez samolot - nosiciel radaru, drogowych odcinków lotniskowych, będących ważnym elementem szwedzkiej doktryny użycia sił powietrznych. Formalny kontrakt na budowę dopplerowskiego radaru pracującego w paśmie S (w terminologii NATO E/F) z anteną z aktywnym skanowaniem elektronicznym, ze 192 półprzewodnikowymi modułami nadawczo-odbiorczymi pracującymi w paśmie od 3,1 do 3,3 GHZ, firma Ericsson Microwave Systems podpisała w 1985 roku. Trzy lata wcześniej, w 1982 roku, nawiązano współpracę z amerykańską firmą Fairchild Aircraft, producentem samolotu Fairchild Metro III, który został wybrany na nosiciela całego systemu. W 1983 roku rozpoczęto wstępne prace mające przystosować maszynę Fairchilda do montażu radaru, w tym próby modeli w tunelu aerodynamicznym. Dwa lata później przystąpiono do budowy prototypu. Antena radaru umieszczona została w długim na 9 metrów zasobniku wykonanym z materiałów kompozytowych, kevlaru i włókna węglowego. Zakres widzenia na burtę radaru wynosił 120°. Radar nie obejmował swoim zasięgiem dużych stref z przodu i z tyłu. Zakładano, że problem ten zostanie rozwiązany dzięki dobremu planowaniu misji, jak również współdziałaniu kilku maszyn. Zasięg wykrywania celu wielkości myśliwca określono na 300 km. Zakładano również w przyszłości uzyskanie zdolności do wykrywania celów morskich i/lub lądowych. Pojemnik z anteną radaru umieszczono nad kadłubem wspierając go na zastrzałach. Zapewniono dzięki temu odpowiednią wentylację i chłodzenie całości, zniwelowano negatywny wpływ kontenera na stateczność podłużną maszyny oraz zmniejszono martwe strefy obserwacji. Kadłub samolotu wzmocniono dodatkowymi wręgami, a w połowie jego długości zainstalowano gródź termiczną chroniącą załogę przed wysoką temperaturą, jaką mogła generować elektronika pokładowa, usunięto też kilka okien pozostawiając jedynie sześć par. Dodatkowa aparatura, jaka znalazła się na pokładzie, wymagała większego źródła zasilania. Pod kadłubem samolotu zainstalowano pomocniczą jednostkę zasilającą (APU) o mocy 60 kVA. W przypadku zagrożenia załoga mogła odrzucić zasobnik z APU, zwiększając tym samym szybkość samolotu. Maszynę wyposażono również w dodatkowy system nawigacji, a na stateczniku poziomym zainstalowano (na jego dolnych i górnych powierzchniach) dodatkowe powierzchnie ustateczniające, mające rekompensować wpływ pojemnika z anteną radaru na prace stateczników. Pod koniec lat 80. XX wieku samolot (który otrzymał szwedzkie oznaczenie TP88) rozpoczął próby w powietrzu z makietą radaru, a na początku kolejnej dekady w powietrze wzniosła się w pełni sprawna maszyna. Maszyna Swearingen Metroliner miała być jedynie demonstratorem technologii, docelowo zakładano wykorzystanie innego samolotu w roli nosiciela systemu radarowego. Brano pod uwagę samoloty typu Lockheed C-130J Hercules, Fokker 50 i Saab 340. Pomyślny przebieg prób zaowocował w 1993 roku zamówieniem przez szwedzkie Siły Powietrzne sześciu maszyn typu Saab 340B, z tego czterech wyposażonych w system wczesnego ostrzegania. Model 340B był wersją przystosowaną do operowania w niskich temperaturach i dużych wysokościach. 17 stycznia 1994 roku oblatano pierwszy egzemplarz Saaba 340B zmodyfikowanego pod kątem instalacji radaru. Formalnie dostawy nowych maszyn, już z zainstalowanym radarem, rozpoczęły się w 1997 roku (rok wcześniej dostarczono pierwszy egzemplarz przeznaczony do prób). Do kwietnia 1999 roku dostarczono wszystkie zamówione samoloty. W Szwecji maszyny z radarem wczesnego ostrzegania otrzymały oznaczenie S100B Argus.

## Użytkownicy
W październiku 2007 roku tajlandzki parlament zatwierdził zakup tuzina samolotów Saab JAS 39 Gripen i dwóch samolotów wczesnego ostrzegania Saab 340B AEW. Stosowną umowę podpisano 11 lutego 2008 roku w Sztokholmie, a umowa przewidywała zakup jednego Saaba 340B AEW. Umowa, dzięki której zakupiono drugą z planowanych maszyn, została podpisana 12 lutego 2009 roku. Jednakże z powodu problemów finansowych 6 maja 2009 roku Tajlandia wstrzymała realizację zakupu. Zgodę na finalizację transakcji wydano w styczniu 2010 roku. Obydwie maszyny wczesnego ostrzegania wcześniej służyły w szwedzkich Siłach Powietrznych. Po przeglądzie i remoncie pierwszy z zakupionych samolotów trafił do Tajlandii 19 grudnia 2010 roku, a drugi 19 października 2012 roku. Obydwa Saaby miały przejść modernizację wyposażenia, mającego umożliwić im wypełnianie zadań latających stanowisk dowodzenia, elektronicznej obserwacji pola walki, wymiany informacji w czasie niemal rzeczywistym z innymi uczestnikami walki. Pandemia COVID-19 i jej konsekwencje finansowe pokrzyżowała owe zamiary. Do planów modernizacji powrócono w marcu 2023 roku.
25 lipca 2023 roku, polska Agencja Uzbrojenia podpisała kontrakt na zakup dwóch samolotów Saab 340 AEW. Kontrakt obok samych maszyn objął również wyposażenie naziemne, pakiet wsparcia logistycznego i wsparcie eksploatacji. Nie są to samoloty nowe, pierwszy z zakupionych Saab 340, z numerem bocznym 3401 został wyprodukowany w 1998 roku. Najpierw służył w szwedzkich Siłach Powietrznych. W latach 2010-2021 maszyna wchodziła w skład Sił Powietrznych Zjednoczonych Emiratów Arabskich. Drugi z przekazanych Polsce samolotów ma podobną historię swojej służby. Wyprodukowany w 1997 roku, w latach 2010-2021 wchodził w skład Sił Powietrznych Zjednoczonych Emiratów Arabskich. Wraz z zakupem pięciu nowych samolotów Saab GlobalEye, Zjednoczone Emiraty Arabskie zwróciły obydwie maszyny Szwecji w 2021 roku. Przed przekazaniem Polsce, samoloty przeszły proces modyfikacji, przystosowujących je do pracy w środowisku kompatybilnym z systemami NATO. Pierwszy z dwóch zamówionych samolotów został dostarczony 6 marca 2024 roku, maszyna wylądowała w 43. Oksywskiej Bazie Lotnictwa Morskiego w Gdyni. Druga z zakupionych maszyn, dotarła do Polski 10 czerwca 2024 roku. 6 sierpnia 2024 roku szkolenie z eksploatacji samolotu ukończyła pierwsza polska załoga. We wrześniu 2024 roku samoloty uzyskały wstępną gotowość operacyjną.
29 maja 2024 roku szwedzki rząd podał do publicznej wiadomości szczegóły pakietu pomocy wojskowej, jaki zamierza przeznaczyć na rzecz walczącej z Rosją Ukrainy. W ramach pomocy, Ukraina przejmie dwa samoloty Saab 340 AEW&C Erieye.